# 루카스 다우저
루카스 다우저(독일어: Lukas Dauser, 1993년 6월 15일~)는 독일의 전직 체조 선수이다. 올림픽에 3회 참가하여 2020년 하계 올림픽 남자 평행봉 종목에서 은메달을 획득했다. 또한 세계 선수권 대회에서 금메달 1개, 은메달 1개, 유럽 선수권 대회에서 은메달 1개 ,동메달 1개를 획득했다.